# Скомля (река)
Скомля (Skomlja River) е река в Северозападна България, Видинска област, община Димово, десен приток на река Дунав. Дължината ѝ е 41,6 km.
Река Скомля извира от планинския рид Белоградчишки Венец, в Предбалкана, в непосредствена близост до шосето Гара Орешец – Белоградчик, на около 560 m н.в. Тече в североизточна посока. Между селата Дълго поле и Септемврийци долината ѝ има каньоновиден характер. Пресича Орсойската низина и се влива отдясно в река Дунав, на 763-ти km, на 29 m н.в.
Водосборният басейн на реката е 163 km2 и е разположен между водосборните басейни на реките Арчар на северозапад и Лом на югоизток. Два основни притока: Манастирска река (ляв) и Мечкобор (десен).
Реката е маловодна, със снежно-дъждовно подхранване. В горното ѝ течение е построен язовир „Скомля", водите на който се използват за напояване.
По течението на реката има три села в община Димово – Гара Орешец, Скомля и Септемврийци.

## Топографска карта
- Лист от карта K-34-10. Мащаб: 1 : 100 000.
- Лист от карта K-34-11. Мащаб: 1 : 100 000.
- Лист от карта K-34-22. Мащаб: 1 : 100 000.